# Карел Апел
Карел Апел (хол. Karel Appel; Амстердам, 25. април 1921 — Цирих, 3. мај 2006) је био холандски сликар и вајар. 

## Биографија
Сликарство је студирао од 1940. до 1943, а већ године 1946. имао је своју самосталну изложбу. На његов рад навише су утицали сликари Пабло Пикасо и Анри Матис. Апел се убрзо придружио једној експерименталној групи стварајући авангардни покрет КОБРА године 1948, заједно са сликарима Корнеј Гијом ван Беверло - зван Корнеј, и Константом Нијенхајсом - звани Констант. Најпознатији рад Апела је фреска коју је нацртао 1949. у амстердамској скупштини, Фреска је изазвала разне контроверзне коментаре и због тога је била прекривена све до 1959. године.
Године 1950. преселио се у Париз, затим развио интернационалну репутацију путујући по Мексику, САД, Југославији и Бразилу. Његова попуралност је расла и због све веће потребе за муралима. Живео је, буквално, између Њујорка и Фиренце. Умро је у Цириху, где је до тада живео, а сахрањен је у Паризу.